# Organosilanol

Triphénylsilanol, un organosilanol.

Un organosilanol est un composé organosilicié qui contient au moins un groupe hydroxyle –OH lié à un atome de silicium. Ce sont des analogues des alcools. Lorsque l'atome de silicium est lié à trois subtituants organiques et un seul hydroxyle, on parle d'organosilanol ; lorsqu'il est lié à deux substituants organiques et deux hydroxyles, on parle d'organosilanediol ; lorsqu'il est lié à un seul substituant organique et trois hydroxyles, on parle d'organosilanetriol :
- le triméthylsilanol (CH3)3SiOH, le triéthylsilanol (CH3CH2)3SiOH et le triphénylsilanol (C6H5)3SiOH sont des organosilanols ;
- le diméthylsilanediol (CH3)2Si(OH)2 et le diphénylsilanediol (C6H5)2Si(OH)2 sont des organosilanediols ;
- le méthylsilanetriol CH3Si(OH)3 est un organosilanetriol.

Ils présentent une chimie structurelle variée dominée par des réseaux de liaisons hydrogène et qui est particulièrement étudiée pour les organosilanetriols,.
On peut obtenir des organosilanols par hydrolyse d'organohalogénosilanes tels que le chlorure de triméthylsilyle ClSi(CH3)3. Ils peuvent également être produits en oxydant des composés organosiliciés à l'aide d'oxydants ou par hydrolyse en milieu alcalin :
ClSi(CH3)3  + H2O ⟶ HOSi(CH3)3 + HCl ;
R3SiH + H2O ⟶ R3SiOH + H2, R représentant un résidu organique.
L'hydrolyse des éthers de silyle est en revanche plutôt lente :
(CH3CH2)3SiOCH2CH3 + H2O ⟶ (CH3CH2)3SiOH + HOCH2CH3.
L'hydrolyse des organosiliciés est une réaction de premier ordre. La vitesse d'hydrolyse de la liaison Si–H dépend du type et du nombre de résidus organiques. L'hydrolyse des trialkylsilanes est significativement plus lente que celles triarylsilanes. Cela peut s'expliquer par une densité électronique accrue sur l'atome de slicium à cause des groupes alkyle. La vitesse de réaction des tri-n-alkysilanes décroit par conséquent le long de la série éthyle, propyle, butyle. Parmi les trialkysilanes, ceux à substituants n-alkyle réagissent dix fois plus vite que ceux ayant des substituants ramifiés.